# Paweł Malecha (ksiądz)
Paweł Malecha (ur. 28 czerwca 1964 w Ostrowie Wielkopolskim) – polski prezbiter katolicki, prałat, wyższy urzędnik watykański, nauczyciel akademicki, duszpasterz.

## Życiorys
Absolwent Technikum Kolejowego w Ostrowie Wielkopolskim (1984), Arcybiskupiego Seminarium Duchownego w Poznaniu i miejscowego Papieskiego Wydziału Teologicznego (święcenia kapłańskie 24 maja 1990 z rąk arcybiskupa Jerzego Stroby), Papieskiego Uniwersytetu Gregoriańskiego w Rzymie (Doktor prawa kanonicznego od 2000) oraz Studium Rotalnego przy Trybunale Apostolskim Roty Rzymskiej - tytuł adwokata Roty Rzymskiej (mecenasa) od 2003. Od 2002 pracownik Najwyższego Trybunału Sygnatury Apostolskiej, mianowany przez papieża Benedykta XVI najpierw jej kanclerzem (2008), a następnie zastępcą promotora sprawiedliwości (2012). Wykładowca prawa kanonicznego na Papieskich Uniwersytetach Gregoriańskim i Urbaniańskim w Rzymie i gościnnie na wielu uniwersytetach europejskich. Autor dwóch książek z zakresu prawa kanonicznego i licznych artykułów naukowych publikowanych w różnych językach. Prelegent na międzynarodowych konferencjach. Duszpasterz włoskich rodzin w Rzymie. W czerwcu 2022 został mianowany członkiem i zarazem sekretarzem Komisji Adwokackiej Stolicy Świętej, natomiast 20 stycznia 2023 Ojciec Święty Franciszek mianował go promotorem sprawiedliwości w Najwyższym Trybunale Sygnatury Apostolskiej, czyli podsekretarzem tegoż organizmu Kurii Rzymskiej.
Honorowy Obywatel Miasta Ostrowa Wielkopolskiego.